# Edward Pach
Edward Jan Pach (ur. 2 listopada 1891 w Wiedniu, zm. 21 września 1957) – major piechoty Wojska Polskiego, kawaler Orderu Virtuti Militari.

## Życiorys
Urodził się 2 listopada 1891 w Wiedniu, w rodzinie Maksymiliana.
W czasie I wojny światowej walczył w szeregach cesarskiej i królewskiej Armii. Jego oddziałem macierzystym był Pułk Piechoty Nr 58. Na stopień podporucznika został mianowany ze starszeństwem z 1 stycznia 1917 w korpusie oficerów rezerwy piechoty.
7 lipca 1919 został przyjęty do Wojska Polskiego z byłej armii austro-węgierskiej, z zatwierdzeniem posiadanego stopnia podporucznika ze starszeństwem z 1 stycznia 1917, zaliczony do I Rezerwy armii, z równoczesnym powołaniem do służby czynnej na czas wojny, i przydzielony do 20 Pułku Piechoty. 12 kwietnia 1927 został mianowany majorem ze starszeństwem z 1 stycznia 1927 i 101. lokatą w korpusie oficerów piechoty. W sierpniu tego roku został wyznaczony w macierzystym pułku na stanowisko dowódcy II batalionu. W listopadzie 1928 został przeniesiony do kadry oficerów piechoty z równoczesnym przeniesieniem służbowym do Dowództwa Okręgu Korpusu Nr IX w Brześciu nad Bugiem na stanowisko referenta. W 1932 został przeniesiony do 82 Pułku Piechoty, stacjonującego w tym samym garnizonie, na stanowisko dowódcy batalionu. W kwietniu 1934 został przesunięty na stanowisko kwatermistrza. Na tym stanowisku pełnił służbę przez kolejnych pięć lat.
W czasie kampanii wrześniowej 1939 był kwatermistrzem 182 Pułku Piechoty. Dostał się do niemieckiej niewoli. Przebywał w Oflagu VII A Murnau .
Zmarł 21 września 1957

## Ordery i odznaczenia
- Krzyż Srebrny Orderu Wojskowego Virtuti Militari[17]
- Krzyż Walecznych[17]
- Złoty Krzyż Zasługi (10 listopada 1928)[18][17]
- Medal Niepodległości (24 października 1931)[19]
- Srebrny Medal Waleczności 1 klasy (Austro-Węgry)[20]
- Krzyż Wojskowy Karola (Austro-Węgry)[20]